# Quşçu (Şamaxı)
Quşçu è un comune dell'Azerbaigian situato nel distretto di Şamaxı. Conta una popolazione di 4 097 abitanti.